# Мігновичі
Мігновичі (рос. Мигновичи) — село в Монастирщинському районі Смоленської області Росії. Входить до складу Татарського сільського поселення.
Населення — 163 особи (2007).

## Розташування
Розташоване в західній частині області на лівому березі річки Городня за 20 км на південний захід від районного центру, смт Монастирщина, за 6 км від кордону з Білоруссю.

## Історія
Перша писемна згадка про село датована 1654 роком.
Станом на 1885 рік у колишньому власницькому селі Мігновицької волості Краснинського повіту Смоленської губернії мешкало 525 осіб, налічувалось 86 дворових господарств, існували 2 православні церкви, богодільня.
За переписом 1897 року кількість мешканців зросла до 786 осіб (367 чоловічої статі та 419 — жіночої), з яких всі — православної віри.